# Luchthaven Beslan
Luchthaven Beslan (Russisch: Аэропорт Беслан; Ossetisch: Аэропорт Беслӕн) is een luchthaven op 5 km ten noordoosten van de plaats Beslan en 15 km van de stad Vladikavkaz, de hoofdstad van de autonome republiek Noord-Ossetië in Rusland. Het is een kleine luchthaven die bestaat sinds 1936 en geschikt is voor middelgrote vliegtuigen. Er zijn twee terminals voor nationale en internationale vluchten. 